# Athos (Schiff, 1915)
Die Athos (I) war ein 1915 in Dienst gestelltes Dampfschiff der französischen Reederei Messageries Maritimes, das für den Transport von Passagieren, Fracht und Post von Marseille in den Fernen Osten gebaut worden war. Das Schiff wurde jedoch nie für den Passagierverkehr eingesetzt, sondern diente von Anfang an als Truppentransporter im Ersten Weltkrieg. Am 17. Februar 1917 wurde die Athos bei Malta von einem deutschen U-Boot versenkt, wobei 754 Menschen ums Leben kamen.

## Das Schiff
Der 12.644 BRT große Dampfer Athos wurde auf der Werft Ateliers et Chantiers de France in Dünkirchen auf Kiel gelegt und lief am 25. Juli 1914 vom Stapel. Aufgrund der Bombardierung Dünkirchens während der Ersten Flandernschlacht im Herbst 1914 musste die Athos nach Saint-Nazaire geschleppt werden, wo sie im Mai 1915 fertiggestellt wurde. Sie war das baugleiche Schwesterschiff der Porthos, die bei Forges et Chantiers de la Gironde in Bordeaux vom Stapel lief. Nach der 14.368 BRT großen André Lebon, die ebenfalls 1915 in Dienst gestellt wurde, waren die Athos und die Porthos die größten Schiffe ihrer Reederei. Sie wurden für die Route Marseille–Port Said–Sues–Colombo–Saigon–Đà Nẵng–Haiphong gebaut.
Die Athos war 156,48 Meter lang, 18,84 Meter breit und hatte eine Seitenhöhe von 12,74 Metern. Sie war mit neun Dampfkesseln ausgestattet. Die beiden Dreifachexpansions-Dampfmaschinen, die eine Einzelschraube antrieben, leisteten 9.000 PS und ermöglichten eine Geschwindigkeit von 17,5 Knoten (32,4 km/h). Das Schiff hatte eine Tragfähigkeit von 9.400 Tonnen und eine Verdrängung von 18.570 Tonnen. Der Erste Weltkrieg verhinderte den Einsatz der Athos als Passagierschiff. Sie wurde gleich nach ihrer Fertigstellung zum Truppentransporter erklärt. Am 28. November 1915 lief sie erstmals nach China aus. Am 29. Oktober 1916 lief sie erneut von Marseille nach Yokohama aus und traf nach Zwischenstopps in Hongkong und Dschibuti am 26. Dezember wieder in Marseille ein.

## Untergang
Auf ihrer nächsten Fahrt nach Yokohama wurde sie von den Torpedobooten Enseigne Henry und Mameluck eskortiert. Am Sonnabend, dem 17. Februar 1917 um 12.27 Uhr wurde sie 180 Seemeilen südöstlich von Malta auf der Position 35° 22′ N, 18° 32′ O von dem deutschen U-Boot U 65 unter dem Kommando von Kapitänleutnant Hermann von Fischel aus 1.000 bis 1.200 m Entfernung torpediert. Die Athos hatte Besatzungsmitglieder und Truppen an Bord und befand sich unter dem Kommando von Kapitän Eugène Dorise. An Bord waren insgesamt 1.950 Menschen, darunter chinesische Arbeiter und ein großes Kontingent senegalesischer Soldaten, aber auch zivile Passagiere, darunter Frauen und Kinder. Das Schiff sank innerhalb von 14 Minuten fast vertikal. 112 Besatzungsmitglieder und 642 Soldaten bzw. Arbeiter und Passagiere (insgesamt 754 Menschen) kamen ums Leben, darunter auch der Kapitän. Die Überlebenden wurden von der Enseigne Henry und der Mameluck sowie dem Kanonenboot Moqueuse und dem Torpedoboot Baliste aufgenommen.
Die Athos war das größte von U 65 versenkte Schiff.